# Санкция нормы права
Санкция нормы права, санкция правовой нормы, правовая санкция —  элемент нормы права, который указывает на правовые последствия несоблюдения требований правовой нормы (её диспозиции). Эти последствия, как правило, неблагоприятные для правонарушителя, являются мерами юридической ответственности, как государственного принуждения и способа обеспечения правового воздействия.

## Классификация
- По степени определённости
  - абсолютно определённые — исчерпывающим образом описывают безальтернативную меру юридической ответственности
  - относительно определённые — описывает пределы, в которых может варьироваться санкция (например, от 3 до 15 лет лишения свободы) в зависимости от решения органа, её применяющего (например, суда)
  - альтернативные — перечисляют меры, из которых применена может быть (по решению уполномоченного органа) только одна (например, либо штраф, либо лишение свободы)
  - неопределённые — применение меры ответственности отдается целиком на усмотрение уполномоченного органа, например, абсолютного монарха (для современного права неопределенные санкции нехарактерны)
- По способу обеспечения воздействия правовой нормы
  - принудительные санкции — меры обеспечения имеют характер юридической ответственности и наказания (то есть обеспечиваются методом принуждения)
  - пустые санкции — меры наказания за неисполнение нормы не указаны; такие нормы имеют убеждающее значение, то есть обеспечиваются методом убеждения (например, в российской системе права заметное количество правовых норм не имеют санкций)
  - положительные, или поощрительные санкции — вместо наказания за неисполнение содержат меры вознаграждения (в той или иной форме) за исполнение требований диспозиции, обеспечиваясь, таким образом, методом поощрения. В российской правотворческой практике такие нормы почти неизвестны; в литературе высказывалась мысль, что поощрительные санкции характерны не для правовых, а для корпоративных норм, и для норм иных систем социального регулирования (мораль, обычаи, религиозная регулятивная система).

## Роль санкций в различных видах правовых норм
Санкции играют центральную роль в охранительных нормах.